# Bouton de mandarin
Ne doit pas être confondu avec Bouton du mandarin.
Dans la culture chinoise impériale, et ce jusqu'à la fin de la dynastie Qing (finissant en 1911), les lettrés et administrateurs chinois ainsi que les officiers militaires utilisaient une variété de codes pour distinguer leur rang et position.
L'un de ces codes fut l'utilisation de billes de formes rondes ou ovales de couleurs sur leurs chapeaux, appelées boutons de mandarin. 
Ces billes étaient en verre, pierre (semi-précieuse), argent ou laiton. 
Comme il y avait neuf rangs dans la hiérarchie civile ou militaire des mandarins, neuf "couleurs" furent utilisées pour différencier ceux-ci.